# Lygosoma frontoparietale
Espèce
Synonymes
- Riopa frontoparietalis Taylor, 1962

Statut de conservation UICN

 DD  : Données insuffisantes
Lygosoma frontoparietale est une espèce de sauriens de la famille des Scincidae.

## Répartition
Cette espèce est endémique de la province de Saraburi en Thaïlande.

## Publication originale
- Taylor, 1962 : New oriental reptiles. University of Kansas science bulletin, vol. 43, no 7, p. 209-263 (texte intégral).